# Критерій Ейзенштейна
Крите́рій Ейзенштейна — ознака незвідності многочлена в полі раціональних чисел. Названа на честь німецького математика Ґотхольда Ейзенштейна.

## Формулювання
Нехай {\displaystyle a(x)=\ a_{0}+a_{1}x+...+a_{n}x^{n}} — многочлен з цілочисельними коефіцієнтами і для деякого простого числа p виконуються умови:
- {\displaystyle p\not |a_{n}},
- {\displaystyle ~p~|a_{i}} для будь-якого і від 0 до n-1,
- {\displaystyle p^{2}\not |a_{0}}.

Тоді многочлен {\displaystyle a(x)} є незвідним у полі {\displaystyle \mathbb {Q} } раціональних чисел.

## Доведення
Припустимо що: {\displaystyle \ a(x)=f(x)g(x)}, де {\displaystyle \ f(x)=b_{0}+b_{1}x+...+b_{k}x^{k}} та {\displaystyle \ g(x)=c_{0}+c_{1}x+...+c_{m}x^{m}} многочлени ненульових степенів над {\displaystyle \mathbb {Q} }. З леми Гауса випливає, що їх можна розглядати як многочлени над {\displaystyle \mathbb {Z} }. Маємо:
{\displaystyle \ a_{0}=b_{0}c_{0}}
По умові {\displaystyle p|a_{0}}, тому або {\displaystyle p|b_{0}} або {\displaystyle p|c_{0}}, але не те і інше разом оскільки {\displaystyle p^{2}\not |a_{0}}. Нехай
{\displaystyle p|b_{0}} і {\displaystyle p\not |c_{0}}. Всі коефіцієнти {\displaystyle f(x)} не можуть ділитися на {\displaystyle p}, оскільки інакше б це було б вірно і для {\displaystyle a(x)}. Нехай {\displaystyle i} — мінімальний індекс, для якого {\displaystyle b_{i}} не ділиться на {\displaystyle p}. Маємо:
{\displaystyle a_{i}=b_{i}c_{0}+b_{i-1}c_{1}+...}
Оскільки {\displaystyle p|a_{i}} і {\displaystyle p|b_{j}} для всіх {\displaystyle j<i} то {\displaystyle p|b_{i}c_{0}}, але це неможливо, оскільки по умові {\displaystyle p\not |c_{0}} і {\displaystyle p\not |b_{i}}. Теорема доведена.

## Приклади
- Многочлен {\displaystyle \ x^{3}+2} є незвідним в {\displaystyle \mathbb {Q} }, з цього виходить неможливість вирішення задачі про подвоєння куба
- Многочлен {\displaystyle \ f(x)=x^{p-1}+x^{p-2}+...1} є незвідним в {\displaystyle \mathbb {Q} } . Справді, якщо він звідний, то звідним є і многочлен {\displaystyle f(x+1)={\frac {(x+1)^{p}-1}{(x+1)-1}}=x^{p-1}+{C_{p}}^{1}x^{p-2}+...{C_{p}}^{p-1}}, а оскільки всі його коефіцієнти, окрім першого є біноміальними, тобто діляться на {\displaystyle p} {\displaystyle p|{C_{p}}^{k}={\frac {p(p-1)...(p-k+1)}{k!}}}, а останній коефіцієнт {\displaystyle {C_{p}}^{p-1}=p} до того ж не ділиться на {\displaystyle p^{2},} то згідно з критерієм Ейзенштейна він є незвідним всупереч припущенню.
- Многочлен {\displaystyle \ x^{3}+4} над {\displaystyle \mathbb {Q} } є прикладом, що показує, що критерій Ейзенштейна є тільки достатньою, але не необхідною умовою. Дійсно, єдиний простий дільник вільного члена це {\displaystyle p=2}, але 4 ділиться на {\displaystyle 2^{2}} — тому критерій Ейзенштейна тут не можна застосувати. З іншого боку, як многочлен 3 степеня без раціональних коренів, цей многочлен є незвідним.

## Узагальнення
Нехай D — факторіальне кільце і {\displaystyle f(x)=\sum _{i=0}^{n}a_{i}x^{i}} — многочлен над D.
Нехай P ⊆ D — простий ідеал, такий що:
- ai ∈ P для i ≠ n,
- an ∉ P,
- a0 ∉ P2 (де P2 добуток ідеалу).

Тоді f(x) є незвідним в F[x], де F — поле часток D.